# Ralph Ewerth
Ralph Ewerth (* 1972 in Hanau) ist ein deutscher Informatiker.

## Leben
Ewerth studierte Informatik mit Nebenfach Psychologie an der Johann Wolfgang Goethe-Universität Frankfurt und der Philipps-Universität Marburg. Von 1993 an war er als Softwareentwickler und Projektleiter bei der Astech New Media GmbH & Co. KG tätig bis zum Erlangen seines Diploms 2002 in Marburg.
Von 2002 bis 2008 war er Wissenschaftlicher Mitarbeiter bei dem interdisziplinären DFG-Projekt „Methoden und Werkzeuge zur rechnergestützten medienwissenschaftlichen Analyse“ des Sonderforschungsbereichs/Forschungskollegs (SFB/FK615) „Medienumbrüche“ der Universitäten Siegen und Marburg. Eines der Ziele des Projekts war die Entwicklung von Videoanalyse-Algorithmen zur Unterstützung des Forschungsprozesses bei medienwissenschaftlichen Film- und Videoanalysen.
Seine Dissertation zum Thema „Robust Video Content Analysis via Transductive Learning Methods“ schloss er 2008 ab und arbeitete im Anschluss als Postdoc in der Arbeitsgruppe Verteilte Systeme in Marburg bis 2012. 2009 wurde seine Doktorarbeit mit dem Promotionspreis der Philipps-Universität Marburg ausgezeichnet.
Von 2012 bis 2015 war er Professor für Digitale Bildverarbeitung und Medientechnik an den Fachbereich Elektrotechnik und Informationstechnik der Ernst-Abbe-Fachhochschule Jena.
Seit 2015 ist er Professor an der Leibniz Universität Hannover und Leiter der Forschungsbereichs „Visual Analytics“ der TIB – Leibniz-Informationszentrum Technik und Naturwissenschaften, die eine nationale Forschungsinfraktureinrichtung ist.
Seine weiteren Forschungsschwerpunkte liegen in den Bereichen Multimedia Information Retrieval, Analyse multimodaler Informationen, Computer Vision, digitale Lernumgebungen, und Digital Humanities.

## Publikationen (Auswahl)
- Dissertation: Ewerth, R. (2008). Robuste Inhaltsanalyse von Videos mittels transduktiver Lernmethoden. Philipps-Universität Marburg. doi:10.17192/Z2008.0478.
- R. Ewerth, M. Muhling and B. Freisleben, „Self-Supervised Learning of Face Appearances in TV Casts and Movies,“ Eighth IEEE International Symposium on Multimedia (ISM'06), 2006, S. 78–85, doi:10.1109/ISM.2006.136.
- Eric Müller-Budack, Jonas Theiner, Sebastian Diering, Maximilian Idahl & Ralph Ewerth. 2020. Multimodal Analytics for Real-world News using Measures of Cross-modal Entity Consistency. In: Proceedings of ACM International Conference on Multimedia Retrieval (ICMR), Dublin, Ireland, 2020, S. 16–25. doi:10.1145/3372278.3390670.